# 침전기
"침전기"(What Happened to You)는 한국에서 제작된 이송이 감독의 2001년 코미디 영화이다. 최성은 등이 주연으로 출연하였다.

## 출연

### 주연
- 최성은
- 하아름
- 최정윤

## 기타
- 조명: 정민혁
- 조연출: 강선미
- 사운드: 백경하
- 미술: 방정미